# Полонгев
Полонгев (пол. Połągiew) — село в Польщі, у гміні Броди Стараховицького повіту Свентокшиського воєводства.
У 1975-1998 роках село належало до Келецького воєводства.